# Совјетска Република Најсар
Совјетска Република Најсар (ест. Naissaare Nõukogude Vabariik), службено Совјетска република војника и градитеља утврде Најсар, била је краткотрајна и непризната совјетска република проглашена на отоку Најсару у Естонији. Република је службено проглашена 17. децембра 1917. године, а укинута је након немачке окупације острва 26. фебруара 1918. године.

## Историјат
Оток Најсар имао је, упркос малој површини, важну улогу као поморска база Руског царства и Естоније. Тамо је 1913. године стигао украјински анархосиндикалист Степан Петриченко, након што је регрутован у Царску морнарицу те стациониран на броду Петропавловск, који је у то време био усидрен на острву. Острво је од 1914. године било ненасељено, након што су га власти одлучиле користити као војну базу. У време Фебруарске револуције, Петриченко је заједно с још 70-90 морнара боравио на острву, након што је на њему изграђена нова морнаричка база.
Иако је Привремена влада у априлу 1917. године доделила Естонији одређен степен аутономије, та је балтичка земља и даље била посед Москве. Ситуација се, међутим, драстично промиенила након Октобарске револуције, када су бољшевички револуционари суспендовали привремену владу Естоније. Тада долази до оснивања локалног Совјета заступника радника и војника, који је 17. децембра 1917. године прогласио оснивање Совјета народних комесара, а тиме и оснивање Совјетрске Републике Најсар. Председавајући је постао Петриченко, а именовани су народни комесари за војне и морнаричке послове, унутрашње послове, рад, финансије, здравство и (касније) образовање. Совјет је прогласио како Наијсар постаје "независна совјетска република".
Док је Совјет радио на уставу, главним је градом проглашено село Обернарген. Службена химна постала је "Интернационала", док је службена застава била црвено-црна застава анархосиндикалиста. Намера је била да република користи и сопствени новац, међутим та идеја није спроведена у пракси како је замишљено. Естонски комунисти де факто су признали совјетску републику те су чак послали одређен број затвореника на острво како би додатно утврдили постојећу инфраструктуру и обављали друге радове.
У том је тренутку Привремена влада Естоније одлучила да затражи помоћ немачке војске. Совјетари су се подједнако морали борити и против бољшевика и против Немаца, међутим када су Немци окупирали острво 26. фебруара 1918. године, балтичка је флота евакуисала већину становника, прво према Хелсинкију, а онда и према Кронштату. Био је то крај Совјетске Републике Најсар. Мали број совјетара који су остали на острву заробљени су, а војне су бараке уништене. Ипак, део локалитета спасио је локални шумар који је пререзао каблове и тако спречио детонацију на тим локацијама. Недељу дана касније, бољшевици су предали Балтик Немачком царству сукладно одредбама Споразума у Брест-Литовску. Петриченко је наставио своје револуционарно деловање те је 1921. године предводио славни Кронштатски устанак против бољшевика, након чега бежи у Финску.
Естонска је влада у фебруару 1919. године на острву погубила 40 бољшевичких ратних заробљеника. Након Немачке револуције и капитулације Другог рајха у Првом светском рату, Немци су предали острво Естонији 19. новембра 1918. године. Острво је званично постало део Естоније 1920. године.